# Breutelia gnaphalea
Breutelia gnaphalea är en bladmossart som beskrevs av Mitten 1864. Breutelia gnaphalea ingår i släktet gullhårsmossor, och familjen Bartramiaceae. Inga underarter finns listade i Catalogue of Life.